# Murillo (voetballer)
Murillo Santiago Costa dos Santos (São Paulo, 4 juli 2002) – kortweg Murillo – is een Braziliaans voetballer die bij voorkeur als centrale verdediger speelt. Hij verruilde Corinthians in 2023 voor Nottingham Forest.

## Clubcarrière

### Corinthians
Murillo, geboren in São Paulo, speelde in de jeugd voor São Caetano, União Suzano, São Bernardo en União Barbarense, voordat hij in 2019 terecht kwam in de jeugd van Corinthians Paulista. Daar maakte hij op 27 april 2023 zijn debuut voor het eerste elftal in de Copa do Brasil-wedstrijd tegen Clube do Remo. Twee dagen later maakte hij ook in de Série A tegen Palmeiras zijn competitiedebuut voor Corinthians. Hij speelde 27 wedstrijden in alle competities dat seizoen.

### Nottingham Forest
Op 31 augustus 2023 legde Nottingham Forest twaalf miljoen euro op tafel voor de centrumverdediger. Hij debuteerde op 1 oktober 2023 in de Premier League tegen Brentford. Vanaf dat moment was hij basisspeler en miste hij geen enkele competitiewedstrijd meer dat seizoen. In zijn eerste seizoen werd hij meteen uitgeroepen tot speler van het jaar.
In zijn tweede seizoen ging hij spelen naast nieuwe aankoop Nikola Milenković. Dat duo was een belangrijke reden dat Nottingham Forest rond de kerst van 2024 in de topvier van de Premier League stond. Op 10 november tegen Newcastle United had Murillo bovendien zijn eerste doelpunt gemaakt voor Nottingham Forest én in het profvoetbal.

## Clubstatistieken
| Seizoen        | Club              | Competitie     | Competitie | Competitie | Beker | Beker | Internationaal | Internationaal | Totaal | Totaal |
| Seizoen        | Club              | Competitie     | Wed.       | Dlp.       | Wed.  | Dlp.  | Wed.           | Dlp.           | Wed.   | Dlp.   |
| -------------- | ----------------- | -------------- | ---------- | ---------- | ----- | ----- | -------------- | -------------- | ------ | ------ |
| 2022/23        | Corinthians       | Série A        | 13         | 0          | 7     | 0     | 7              | 0              | 27     | 0      |
| 2023/24        | Nottingham Forest | Premier League | 32         | 0          | 4     | 0     | —              | —              | 36     | 0      |
| 2024/25        | Nottingham Forest | Premier League | 18         | 1          | 0     | 0     | —              | —              | 18     | 0      |
| Carrièretotaal | Carrièretotaal    | Carrièretotaal | 63         | 1          | 11    | 0     | 7              | 0              | 81     | 0      |

## Interlandcarrière
In november 2024 werd Murillo na een sterke reeks bij Nottingham voor het eerst opgeroepen voor het nationale elftal van Brazilië. Hij maakte in twee interlands nog niet zijn debuut en was reserve achter Gabriel Magalhães en Marquinhos.